# Нові Трояни
Но́ві Троя́ни — село Городненської сільської громади Болградського району Одеської області в Україні. Населення становить 4234 осіб. Відстань до райцентру становить близько 44 км і проходить автошляхом Т 1632 та Т 1608.
Неподалік від села розташований пункт пропуску через молдовсько-український кордон Нові Трояни—Чадир-Лунга.
Уродженцем села є Пепеляшко Іван Михайлович (* 1989) — майор Збройних сил України, учасник російсько-української війни.

## Географія
На східній стороні від села бере початок Балка Боутин.

## Історія
19 липня 2020 року, в результаті адміністративно-територіальної реформи і ліквідації Болградського (1940  – 2020) району, село увійшло до складу новоутвореного Болградського району.

## Населення
Згідно з переписом 1989 року населення села становило 4151 особа, з яких 2008 чоловіків та 2143 жінки.
За переписом населення 2001 року в селі мешкало 4146 осіб.

### Мова
Розподіл населення за рідною мовою за даними перепису 2001 року:
| Мова       | Відсоток |
| ---------- | -------- |
| болгарська | 95,63 %  |
| російська  | 1,51 %   |
| українська | 1,39 %   |
| гагаузька  | 0,73 %   |
| румунська  | 0,49 %   |
| циганська  | 0,09 %   |

## Герб та прапор
У селі Нові Трояни центровим у геральдичних знаках став образ Святого Георгія, який є символом віри та духовності, перемоги добра над злом, а також покровителя місцевого храму та новотроянців.
Виноградна лоза символізує важливу сферу місцевого господарства – виноградарство та виноробство.
В основі геральдики – тригір'я, що символізує три етноси, які брали участь у розвитку села – болгарська, гагаузька та молдавська. Також він нагадує ландшафт Нових Троян, розділений трьома пагорбами.
Срібна криниця символізує успіх. У пошуках джерел води, 1829 року, вихідці зі Старих Троян заснували Нові Трояни. Кам'яна основа – символ мулярів та будівельників, які видобували у кар'єрі каміння для будівництва села.
Золотий (жовтий) колір символізує багатство, благородство та достаток. Срібний (білий) колір символізує чистоту, відвертість. Зелений – родючість та процвітання сільського господарства. Червоний – життєстверджуючу силу та працю.